# クヴィータゥルヴァトン湖
クヴィータゥルヴァトン (氷語: Hvítárvatn、クヴィータゥルロゥン Hvítárlón とも) はアイスランド中央高地にある湖である。

## 概要
クヴィータゥルヴァトンはクヴィータゥ川 (Hvítá) の源流である。湖の湖に流れ込んでいる川はない。面積は約 30 km² で、水深は最大 84 m である。クヴィータゥルヴァトンの北東 45 km には観光地として有名なグトルフォス滝がある。
アイスランド語で「クヴィトゥル hvítur」は「白」という意味であり、アイスランドにはこの名前のついた川や湖が複数ある。特に、氷河が溶けた水が水源となっている川では、沿岸部の生物が豊富な場所とちがって色が明るいことから、そういった川や湖の名前に見られる。

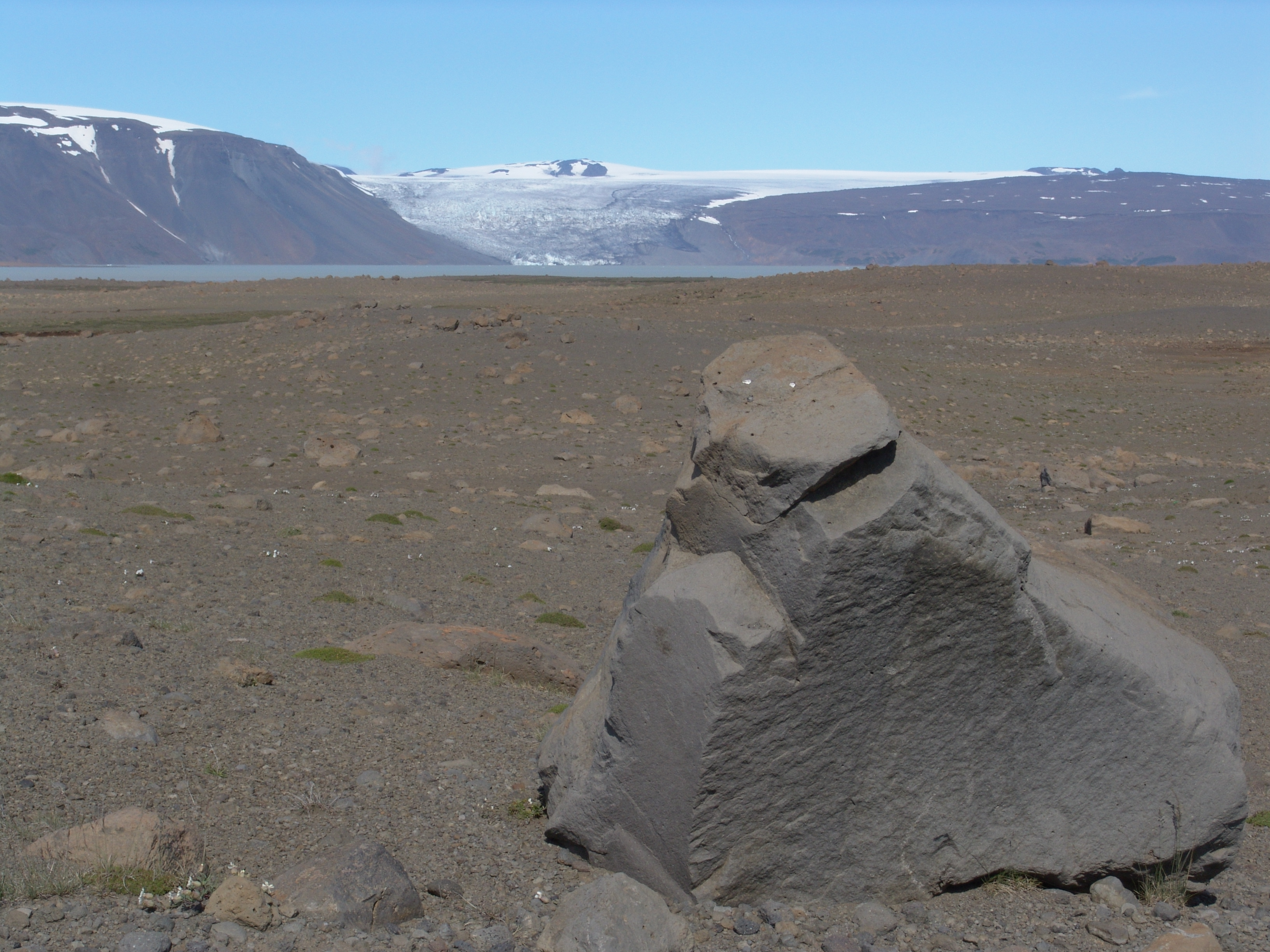
キョルルから見たクヴィータゥルヴァトン (2005年)